# Onthophagus borneensis
Onthophagus borneensis là một loài bọ cánh cứng trong họ Bọ hung (Scarabaeidae).